# Real Forte Príncipe da Beira
12° 25' 40.9" S 64° 25' 23.7" O
O Real Forte Príncipe da Beira, localiza-se na margem direita do rio Guaporé, atual município de Costa Marques, no estado de Rondônia, no Brasil. O forte foi construído a partir de abril de 1775, para defender o País da ofensiva dos espanhóis. Ele se impôs pela estrutura e posição estratégica.
Em posição dominante na fronteira com a Bolívia, esta fortaleza é considerada a maior edificação militar portuguesa construída fora da Europa no Brasil Colonial, fruto da política pombalina de limites com a coroa espanhola na América do Sul, definida pelos tratados firmados entre as duas coroas entre 1750 e 1777.
O Forte Príncipe da Beira é parecido com o Forte de São José de Macapá, sua contemporânea, localizado no município de Costa Marques e acolhe uma comunidade remanescente de quilombolas certificada pela  Fundação Palmares em 19/08/2005.

## História
| “ | A soberania e o respeito de Portugal impõem que neste lugar se erga um Forte, e isso é obra e serviço dos homens de El-Rei nosso senhor e, como tal, por mais duro, por mais difícil e por mais trabalhoso que isso dê, (...) é serviço de Portugal. E tem que se cumprir. | ” |

### Origem do nome
"Príncipe do Brasil" era então o título do herdeiro ou herdeira da Coroa Portuguesa, assim como "Príncipe da Beira" era o título do seu primogênito ou primogênita (i.e., privativo dos netos primogênitos sucessores presuntivos na coroa dos Reis de Portugal). Assim, o forte, iniciou seu processo de construção no dia 19 de abril de  [1775], vale salientar que em 1776 foi lançada a pedra fundamental do projeto já iniciado no ano anterior, sendo batizado em homenagem a D. José de Bragança (futuro Príncipe do Brasil), que então era ainda apenas Príncipe da Beira, título que manteve brevemente até sua mãe, D. Maria I de Portugal, subir ao trono no ano seguinte (1777), quando ele próprio passou a Príncipe do Brasil. O Príncipe D. José morreu novo, não chegando a reinar, pelo que lhe sucedeu como Príncipe do Brasil o seu irmão menor, o futuro Rei D. João VI. O Príncipe da Beira, D. José era neto materno do Rei D. José I, e neto paterno de D. João V, avós esses que eram pai e filho, respectivamente, pois a rainha D. Maria I foi casada com um tio, o Duque de Beja, depois D. Pedro III de Portugal. O Príncipe da Beira, e depois do Brasil, D. José, foi casado, sem descendência, com uma tia, a infanta D. Maria Francisca Benedita, filha irmã mais nova de D. Maria I.

### Antecedentes: a geopolítica de Portugal na Amazônia
A construção do Real Forte Príncipe da Beira, bem como a dos demais fortes a Oeste da raia do Tratado de Tordesilhas, exemplifica a visão geopolítica da diplomacia portuguesa no século XVIII, que, aproveitando-se do Tratado de Madri (1750), procurou assegurar a posse do território e, a despeito de outros tratados que o anulariam posteriormente, garantiu em linhas gerais a atual fronteira do país.
Durante o reinado de D. José I (1750-1777), o primeiro-ministro português Sebastião José de Carvalho e Melo, Marquês de Pombal, lançou um projeto efetivo de colonização da Amazônia. Sob sua orientação, decisões estratégicas de grande alcance foram tomadas, destacando-se a construção de um verdadeiro cordão de fortes e fortalezas, a fim de barrar as vias de penetração que, pelo Norte e pelo Oeste atingiam a bacia amazônica.
Visando à consolidação do domínio português na calha do rio Guaporé devido à aproximação dos espanhóis, desde 1743, o seu antecessor, D. João V (1706-1750), tendo em vista a exploração de ouro na região, criou a capitania de Mato Grosso, nomeando como seu primeiro Governador e Capitão-General, a D. Antônio Rolim de Moura Tavares. Este fundou Vila Bela da Santíssima Trindade, às margens do rio Guaporé que passou a ser a sede da Capitania.
Paralelamente à exploração de ouro por portugueses e paulistas, os espanhóis procuravam o mesmo objetivo, estabelecendo missões jesuítas ao longo do Guaporé e seus afluentes, gerando uma série de conflitos.
Em virtude destes atritos e para garantir a soberania portuguesa na região, foi construído, em 1769, o Presídio de Nossa Senhora da Conceição, cuja fragilidade levou os espanhóis a tentar sua conquista, só não obtendo êxito em virtude de terem sido vítimas de febres e outros males.
Em 1772, assume funções Luís de Albuquerque de Melo Pereira e Cáceres, quarto Governador e Capitão-general da Capitania de Mato Grosso. Conforme determinação da Coroa, em seus planos encontra-se o de dominar ambas as margens do Guaporé, afastando os Castelhanos e assegurando o integral controle das minas dos Guarujus, entre o Paragaú e o Tanquinhos (atual Mateguá), garantindo caminho seguro via Guaporé, Mamoré e Madeira para o monopólio da Companhia Geral de Comércio do Grão-Pará e Maranhão.
Para esse fim, em viagem descendo o rio Guaporé ao final de 1773, no desempenho das ordens régias que lhe haviam sido confiadas, inspecionou e aprovou o local na margem direita, para uma construção "de pedra e cal", em substituição à anterior, o Forte de Bragança, então arruinado pela enchente do Guaporé em 1771, e do qual distava cerca de dois quilômetros.

### A pedra fundamental
O termo de lançamento da sua pedra fundamental, reza:
"Ano do Nascimento de Nosso Senhor Jesus Cristo de 1776, aos vinte dias do corrente mês de junho, vindo o Ilmo. e Exmo. Sr. Luiz de Albuquerque de Mello Pereira e Cáceres a este lugar, situado na margem oriental ou direita do rio Guaporé, desta Capitania, em distância de mil braças pouco mais ou menos da antiga Fortaleza da Conceição: o qual lugar tinha sido escolhido e aprovado pelo mesmo Sr., depois de circunspectamente o reconhecer, ouvindo a vários Engenheiros, com particularidade o Ajudante de Infantaria, com o dito exercício Domingos Sambuceti, a quem pela sua inteligência, tem cometido a direção principal das obras, para nele se fundar outra nova Fortaleza que Sua Majestade ordenou, assim porque está livre das maiores excrescências do dito rio, como porque o terreno é naturalmente o mais sólido e o mais acomodado em todos os sentidos que podia desejar-se: aí por Sua Exa. foi pessoalmente lançada a primeira pedra nos alicerces, depois de se lhe gravar a inscrição seguinte:
Josepho I / Luzitaniae et Braziliae Rege Fidelissimo / LUDIVICUS ALBUQUERQUIUS A MELLO PARERIUS CACERES / Regiae Majestatis a Concillis / Amplissimae Hujus Matto Grosso Provinciae / Gobernator ac Dux Supremus / Ipsius Fidelissimae Regis Nutu / Sub Augustissimo Beirensis Principis Nomine / Solidum Hujus Arcis Fundamentum Jaciendum / Curavit / Et Primus Lapidem Posuit / ANNO CHRISTI MDCCLXXVI / DIE XX MENSIS JUNII [Sendo José I, Rei Fidelíssimo de Portugal e do Brasil, Luiz Albuquerque de Mello Pereira e Cáceres, por escolha da Majestade Real, Governador e Capitão-General desta vastíssima Província do Mato Grosso, planejou para ser construída a sólida fundação desta Fortaleza sob o Augustissimo nome do Príncipe da Beira com o consentimento daquele Rei Fidelíssimo e colocou a primeira pedra no dia 20 do mês de junho do ano de Cristo de 1776]
cuja pedra de bera ou pedra do Gama, foi com efeito posta no alicerce do ângulo flanqueado no baluarte em que de presente se trabalha, cujo ângulo, com pequena diferença, olha para o Poente; e determinou o dito Sr. que a mesma Fortaleza, de hoje em diante, se denominasse - Real Forte do Príncipe da Beira - consagrando-se os quatro Baluartes em que há de consistir, a saber: a Nossa Senhora da Conceição, o referido em que se trabalha, com direção geral ao Poente; a Santa Bárbara, o outro que vira para o Sul, ambos adjacentes ao rio; e a Santo Antônio de Pádua e Santo André Avelino, os outros dois, que devem corresponder-lhes; o que tudo se faz sendo presentes o Capitão de Dragões da Capitania de Goiás José de Mello Castro de Vilhena e Silva; o referido Engenheiro Domingos Sambuceti; o Tenente de Dragões José Manoel Cardoso da Cunha; o Tenente em segundo de Artilharia Tomé José de Azevedo; o Alferes de Dragões Joaquim Pereira de Albuquerque; o Capitão Joaquim Lopes Poupino, Intendente das Obras, de que se fez este Auto com mais quatro cópias em que o dito Senhor Governador e Capitão General assinou, e da mesma forma os sobreditos, com as pessoas que abaixo constam; e eu Antônio Ferreira Coelho, Escrivão da Fazenda Real que o escrevi. Luiz de Albuquerque de Mello Pereira e Cáceres, José de Mello Castro de Vilhena e Silva, Domingos Sambuceti, José Manoel Cardoso da Cunha, Tomé José de Azevedo, Joaquim Pereira de Albuquerque, Joaquim Lopes Poupino, Inácio Pedro Jácome de Souza Magalhães, Belchior Alz. Pereira, João Magalhães Coutinho, José da Cunha Morais, Joaquim de Matos." (GARRIDO, 1940:8)
Durante as obras, Sambucete faleceu vítima de malária no período de setembro de 1777, sendo substituído pelo Capitão de Engenheiros Ricardo Franco de Almeida Serra, responsável mais tarde pela nova fortificação de Coimbra (Forte Novo de Coimbra, 1797). Entre 1766 e 1776, nela sempre se trabalhou "ao menos com duzentas pessoas e daí para mais." (Informe do governador e Capitão General da Capitania de Mato Grosso, em janeiro de 1786.

Foi visitada, em 1789 pela expedição do naturalista Alexandre Rodrigues Ferreira.

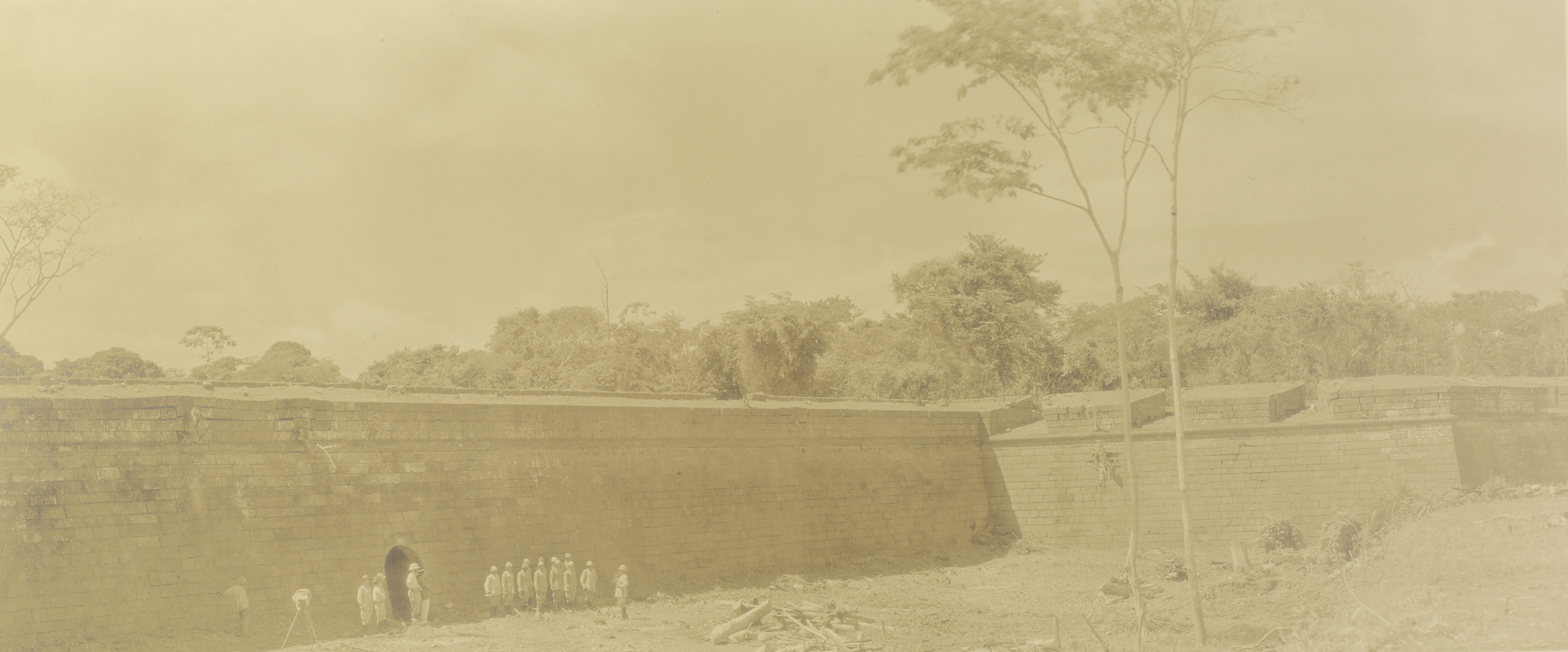
Poterna do Forte do Príncipe da Beira, 1930.

Nas suas dependências funcionava em 1797 um Armazém Real, depósito de armas, munições, fardamentos, ferramentas, alimentos, equipamentos náuticos, e tudo o mais necessário ao uso das forças militares da Coroa ou mesmo das suas repartições civis.

### A fortaleza no século XIX

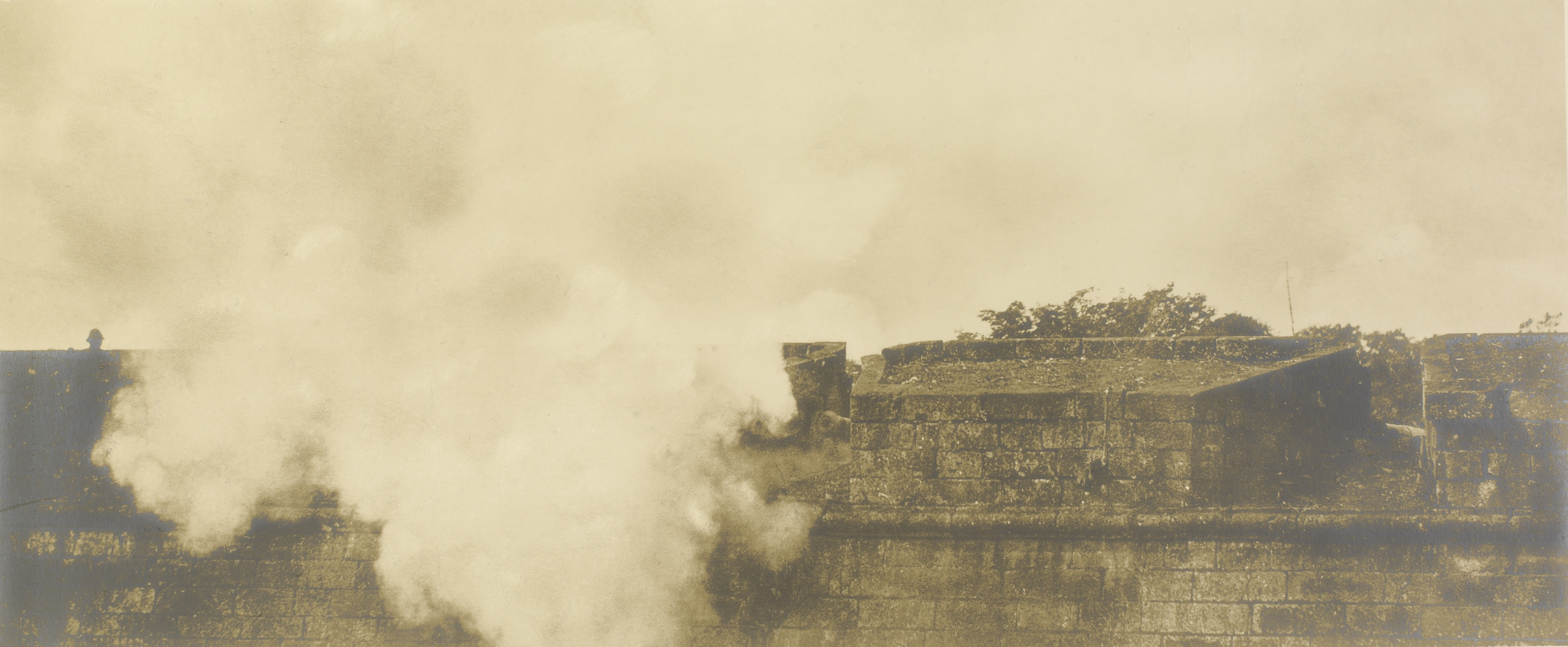
Velho canhão com baluarte da Conceição no Forte Príncipe da Beira, 1930.

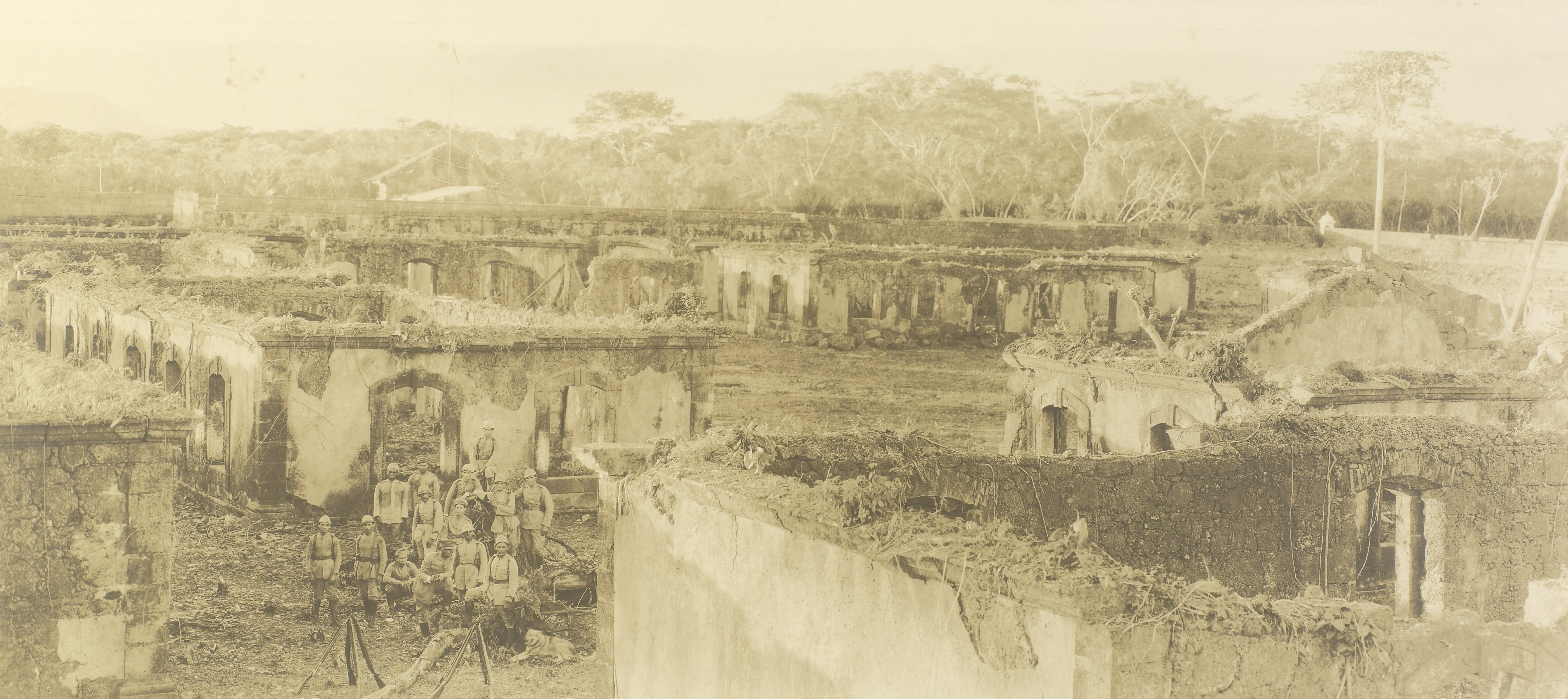
Ruínas do Forte do Príncipe da Beira, 1930.

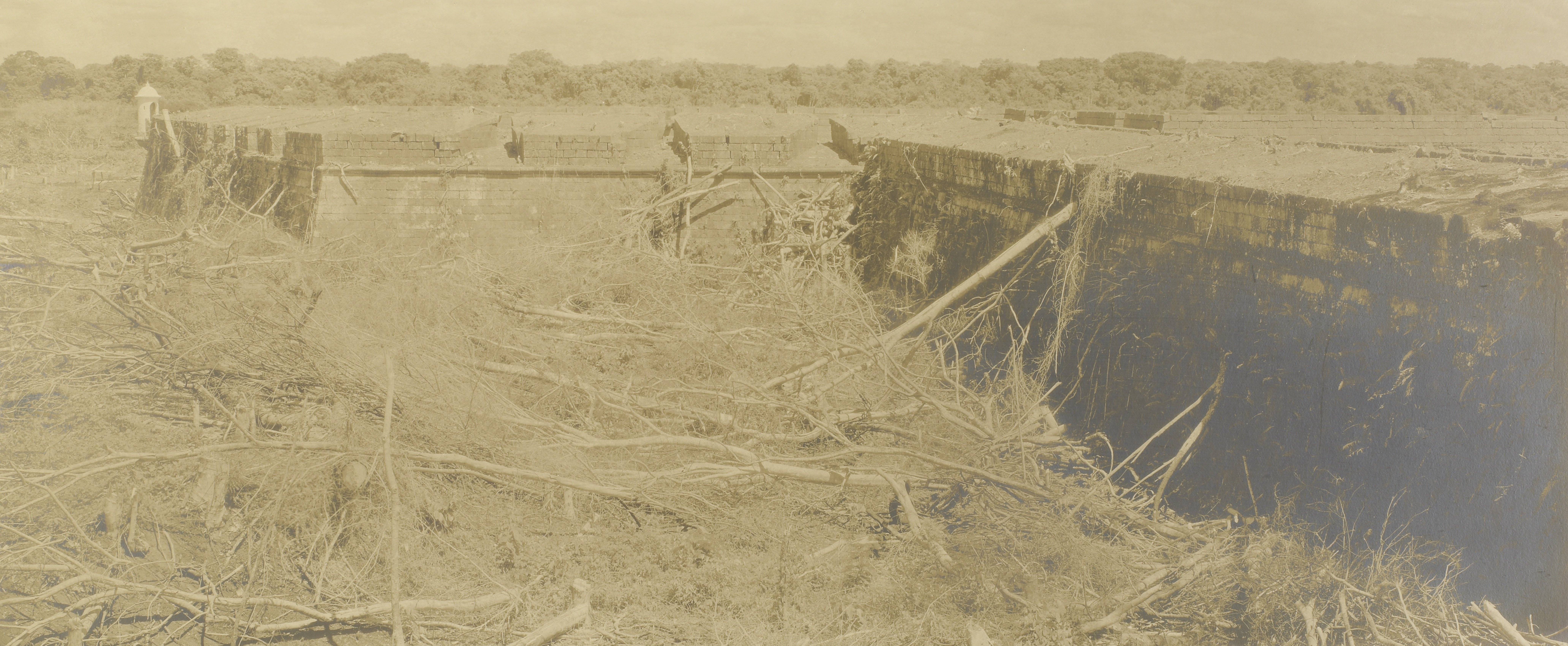
Baluarte Santo André Avelino, 1930.

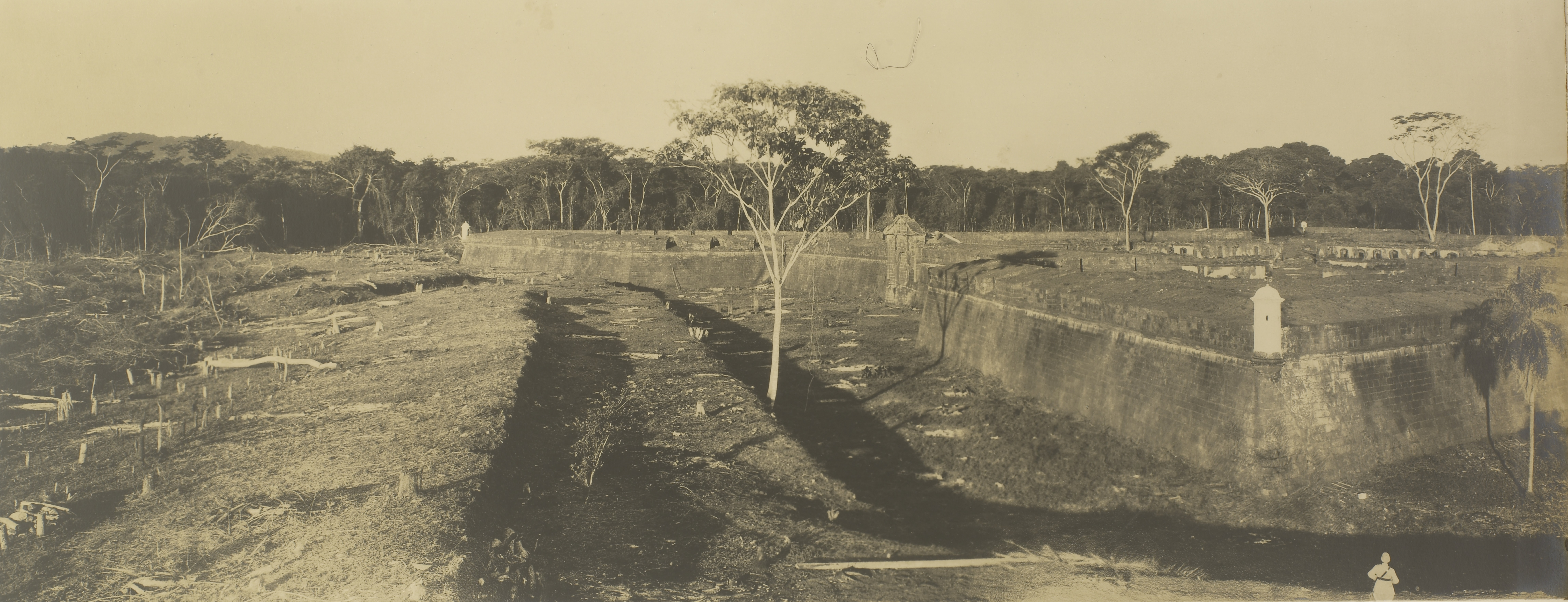
Forte do Príncipe da Beira, 1930.

A partir do final do século XVIII, consolidada a presença portuguesa na região, a fortaleza perdeu a importância estratégica. SOUZA (1885) informa que, em 1864, a praça estava guarnecida por dez soldados, dos quais efetivamente três em serviço; os demais estavam destacados no Presídio das Pedras e no da foz do rio Itonamas.
Antônio Leôncio Pereira Ferraz complementa-nos:
"O forte fica em 12o. 36' de Latitude e 21o. 26' 28" de Longitude W do Rio de Janeiro, e a ele voltaria, em 1778, o mesmo Capitão General [Pereira e Cáceres], em inspeção às obras em andamento e ao material de guerra ali chegado.
A pedra cal empregada na construção fora enviada de Corumbá, Albuquerque e de Belém do Pará pela via fluvial dos Rios Madeira, Mamoré Jaurú  deste para o Rio Guaporé; só em 1782 foram conduzidas pedras que deram para o fabrico de 2.000 alqueires [de cal]. As obras de cantaria eram executadas no [rio] Jaurú e o restante do material como a pedra cal vieram do Pará, pelo rio Madeira, na época tão movimentado, a ponto de dar melhores resultados que as monções de povoados.
(...) A fundação do Forte do Príncipe da Beira [1775], com a de Viseu [1776], obrigaram os espanhóis à assinatura do Tratado de Santo Ildefonso, cujo ajuste foi terminado em 1777, valendo aquele Capitão General [Pereira e Cáceres] a frase com que o pintaria o dirigente espanhol de Santa Cruz de la Sierra: 'O mais ambicioso dos Governadores portugueses'. (...)
O forte do Príncipe da Beira é abaluartado, [pelo] sistema Vauban, e construído sobre um quadrado, medindo cada face 118 metros e 50 centímetros e tendo em cada ângulo um baluarte de 59 metros sobre 48 na máxima altura.
Em cada baluarte há 14 canhoneiras, sendo três por flanco e quatro por face. As cortinas, que ligam os baluartes entre si, medem cada uma 92 metros e 40 centímetros , e as golas 22 metros. O fosso interno segundo (BARROSO, 2015), "tem a profundidade de 3 metros e meio , seu sangrador é de uma largura de 40 de centímetros". O portão do forte fica no centro da cortina que se acha voltada para o Norte e dá acesso a um saguão, dividido em dois compartimentos; liga-o ao outro lado do fosso uma ponte de 31 metros de comprimento. Na praça principal da fortificação há duas ruas de casas, paralelas às cortinas e formando um conjunto de 12 edifícios, todos em ruínas. As muralhas do forte são de alvenaria conjugada de pedra dupla, com revestimento de cantaria, e medem da esplanada ao fosso 8 metros e 22 centímetros. Na cortina, voltada para Oeste, há também um portão que dá saída para o rio. O forte se acha assentado numa colina, que dista 180 léguas aproximadamente da atual cidade de Mato Grosso e 14, em linha reta, da foz do [rio] Mamoré.
A Comissão de Limites de 1874 diz que, a sua posição astronômica é a de 12º 17' 19" de longitude W do meridiano do Rio de Janeiro. O principal técnico de que dispôs [o governador] Luiz de Albuquerque, no seu projeto de edificação do forte, foi o Ajudante de Infantaria Domingos Sambuceti, conquanto tenha sido ouvido a respeito Ricardo Franco [Serra]. O Diretor de Obras, porém, foi o Capitão José Pinheiro de Lacerda, que dispendeu na construção 480:000$000 soma essa, sem dúvida alguma, vultosa para aqueles tempos. As obras ficaram terminadas em 1783 e era o forte destinado a receber 56 canhões, segundo se infere do seu próprio traçado; mas só em 1830 ali aportava a primeira artilharia que lhe era destinada, constante de quatro bocas de fogo de calibre 24, enviadas do Pará desde 1825. Mais tarde ali foram ter mais 14 canhões de ferro, de calibre 12. Foi seu primeiro comandante o Capitão de Dragões [da Capitania de Mato Grosso] José de Melo Castro de Vilhena e Silva. Em 1864 ainda havia ali uma guarnição de 10 soldados, dos quais só três ficavam no forte, sendo os demais deslocados para Pedras e Itonamas, segundo o Coronel [Augusto] Fausto de Souza.
A 9 de junho de 1789 foi aquela fortificação visitada pelo naturalista Dr. Alexandre Rodrigues Ferreira, vindo do Pará em missão régia de caráter científico. Em 1831, devido ao abandono em que se achava e o conseqüente relaxamento da disciplina, houve um levante da guarnição, concomitante com o de outras forças da Província. Cinco anos mais tarde [1836] para ali eram mandados os sentenciados cumprir penas, e dois anos mais tarde [1838] o Dr. Francisco Sabino da Rocha Vieira, chefe da Sabinada, haveria tido igual sorte, se potentados de Mato Grosso não lhe tivessem ostensivamente dado guarida, salvando-o certamente de perecer em região tão inóspita."
Pelas inscrições identificadas nas dependências da prisão, confirma-se que o forte foi usado como presídio político no século XIX.
O Major de Engenharia Guilherme Carlos de Lassance, o 1º Tenente da Marinha Frederico de Oliveira e o médico Dr. João Severiano da Fonseca (autor da "Viagem ao Redor do Brasil"), que compunham a Comissão Demarcadora dos Limites do Brasil com a Bolívia [Comissão do Barão de Maracajú], em 1876 encontraram-no guarnecido com 14 praças e um sargento.

### O século XX

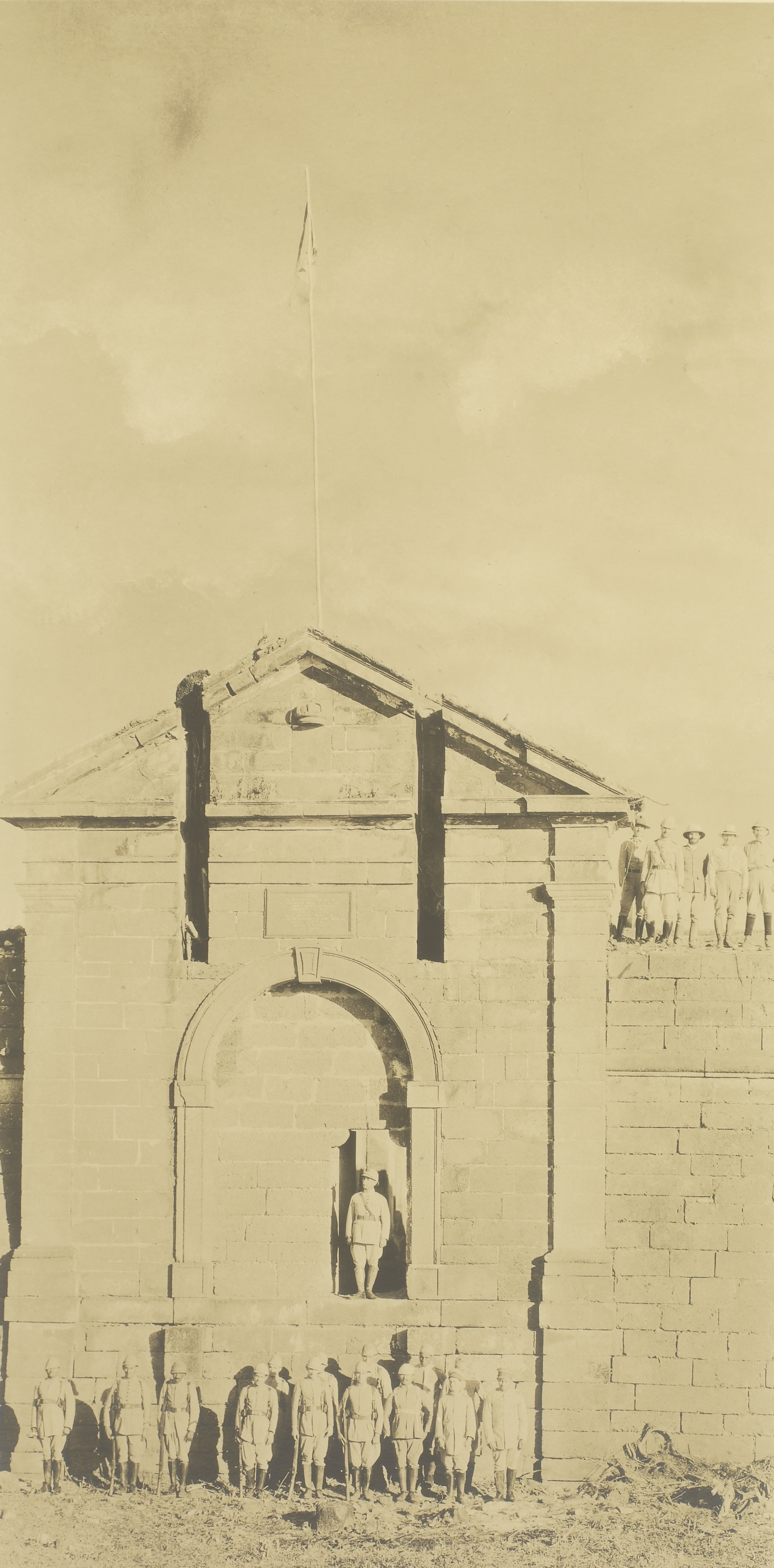
Entrada principal do Forte do Príncipe da Beira, Ruínas da Ponte Levadiça, 1930.

Abandonado à época da Proclamação da República do Brasil, o forte foi visitado pelo Almirante José Carlos de Carvalho e outras autoridades (6 de julho de 1913), que lavraram Ata de sua visita, tendo deliberado:
- Confiar o monumento histórico à guarda do Estado de Mato Grosso, até que o Governo Federal resolva sobre sua administração definitiva;
- Remover uma das peças de artilharia ainda encontradas nele para o Museu Nacional no Rio de Janeiro, bem como uma das meias-portas de madeira de lei, onde se acham ainda fixadas ferragens daquela época;

Além disso, o Governo do Estado de Mato Grosso resolveu remover para as dependências do forte arruinado o posto fiscal interino de Lamego e a manter um destacamento de polícia incumbido da guarda e conservação do forte.
Na ocasião, entre as canhoneiras, jaziam dez canhões grandes e um pequeno, nas ruínas de um cômodo. A limpeza do mato de capoeira das dependências foi feita por cortesia da "Madeira-Mamoré Railway / Guaporé Rubber Estate". Constatou-se o furto dos pequenos canhões de bronze, de portas, janelas, madeiras de lei que serviam de esteio e grande quantidade de telhas, levados para o outro lado da fronteira, e escolheu-se para remoção uma peça de ferro de calibre doze com a marca monograma GR abaixo de uma Coroa, um 2 entrelaçado e na culatra o número 21-3-26.
Cândido Mariano da Silva Rondon (1865-1958) visitou as suas ruínas em 1914, tendo-lhe procedido trabalhos de limpeza da mata que a asfixiara. Demorou, entretanto, até 1930 para que uma nova expedição do Exército brasileiro as redescobrisse, voltando a guarnecê-las dois anos após, ali instalando o Contingente Especial de Fronteira do Forte Príncipe da Beira, que, em 1954, teve a sua designação mudada para 7º Pelotão de Fronteira, e, em 1977, para 3º Pelotão Especial de Fronteira, subordinado ao 6º Batalhão Especial de Fronteira.
Tombada desde 1950 pelo IPHAN, em 8 de abril de 1983 em solenidade com a presença do Presidente da República do Brasil, General João Baptista de Figueiredo, e do embaixador de Portugal, Adriano Carvalho, sob salva de 21 tiros de canhão, foi assinado Termo de Compromisso entre o Ministério da Educação e Cultura, o Ministério do Exército e o Governo de Rondônia visando a restauração, conservação e utilização do forte. Técnicos do Patrimônio Histórico e Artístico Nacional se responsabilizaram pela pesquisa arqueológica (foi encontrado material lítico pré-colombiano com c. 10 mil anos de idade) e pelos levantamentos necessários à elaboração do projeto de restauração, que contou ainda com a participação de consultores portugueses da Fundação Calouste Gulbenkian (Professor Viana de Lima), uma vez que todo o material iconográfico de construção da fortaleza se encontra em Portugal. O Ministério do Exército, através do 3º Pelotão Especial de Fronteira ficou responsável, à época, pelo apoio material ao projeto.

### O século XXI

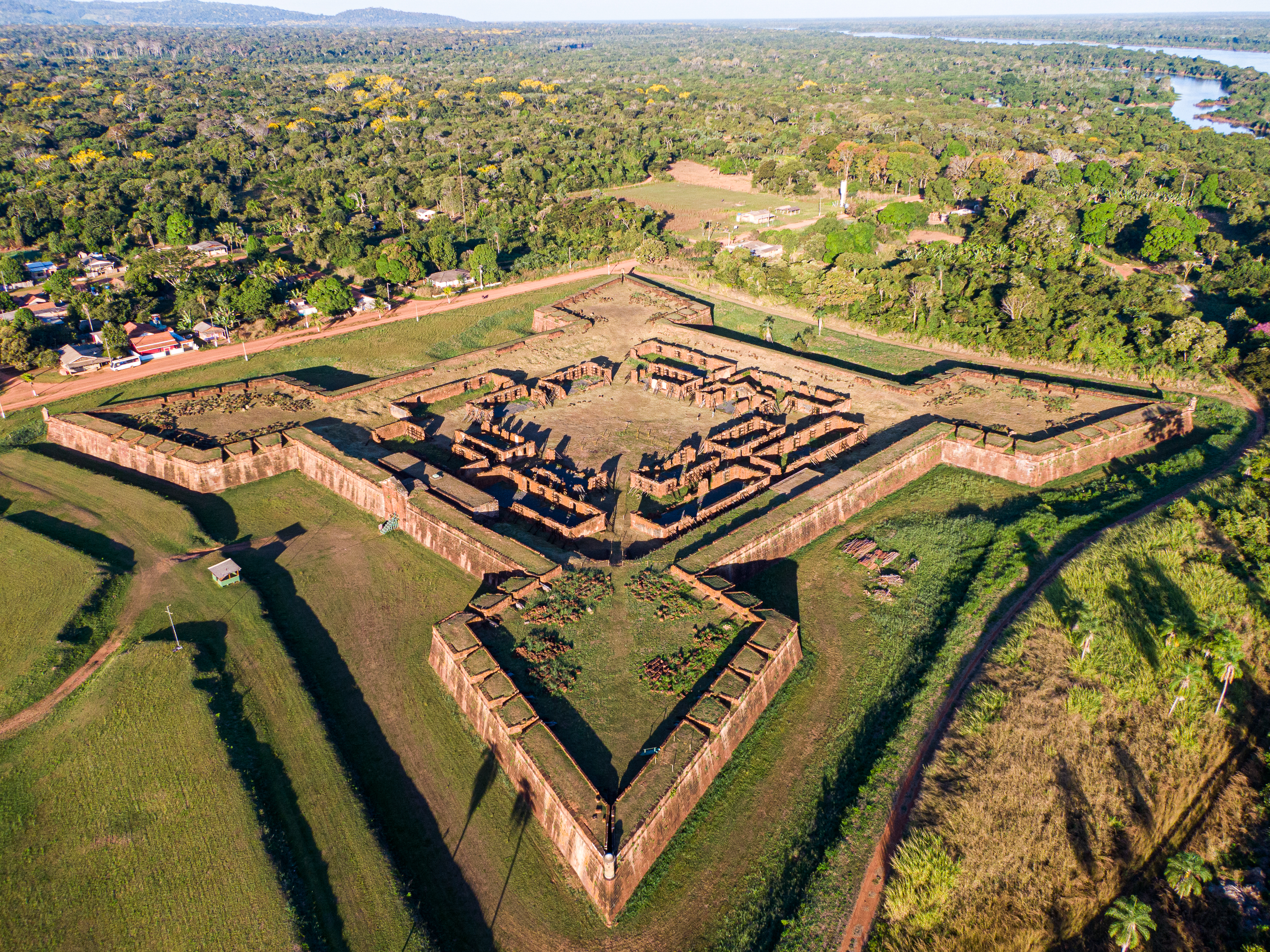
Imagem aérea do Forte em dezembro de 2021

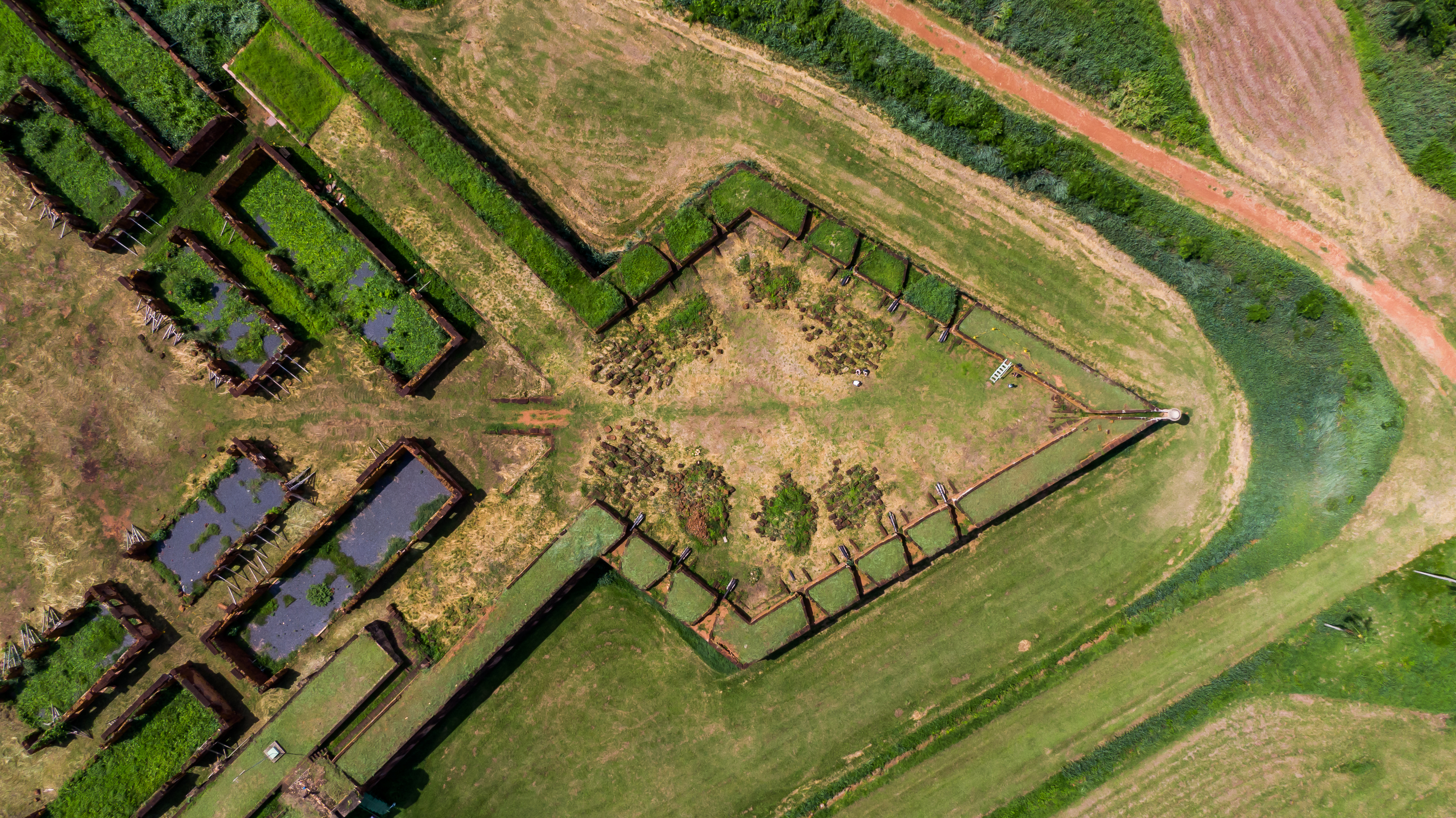
Detalhe aéreo de um dos cantos do Forte, dezembro de 2021

Vizinho ao Real Forte Príncipe da Beira encontra-se o quartel do PEF (1º Pelotão Especial de Fronteira) - os chamados  "Sentinela do Guaporé", sob a jurisdição do 6.º Batalhão de Infantaria de Selva. É uma organização militar vinculada à 17.ª Brigada de Infantaria de Selva, sediada em Porto Velho.
A partir de 2009 estavam em progresso trabalhos de prospecção arqueológica no interior do forte, por iniciativa do Instituto do Patrimônio Histórico e Artístico Nacional, sob a coordenação do arqueólogo Fernando Marques, do Museu Paraense Emílio Goeldi. Os trabalhos, previstos para durar três anos, destinam-se a requalificar o forte para a visitação turística.

### A comunidade quilombola
A Comunidade Quilombola do Forte Príncipe da Beira foi reconhecida oficialmente como remanescente de quilombolas em 19/08/2005 pelo pela Fundação Palmares, portaria de certificação 32/2005. Forma parte dos territórios negros do Vale do Rio Guaporé, situados na divisa entre Brasil e Bolívia, constituídos desde o século XVIII. Segundo ALMEIDA  "As crônicas de expedições punitivas relatam os quilombos constituídos por negros e indígenas. O contato entre negros e indígenas do Vale do Guaporé possibilitou uma nova fisionomia étnica." Organizados pela Associação Quilombola do Forte (Asqforte) a comunidade pleiteia com apoio do Ministério Público Federal de Ji Paraná a realização do Relatório Técnico de Identificação e Delimitação (RTID) pelo INCRA para definir os seus direitos territoriais na área de terras públicas atualmente sob controle do Exército Brasileiro,  segundo o decreto 4.887/2003, que regula trâmites da regularização de áreas quilombolas previstas no art. 68 do Ato das Disposições Constitucionais Transitórias.

## Curiosidades
- Urandir Fernandes de Oliveira, que mantém o Projeto Portal, uma organização que acredita que a terra é plana (convexa, mais precisamente), e não redonda, declarou que haveria entrada para túneis escondidos no Forte Príncipe da Beira, estes túneis levariam para uma cidade chamada Ratanabá, que teria sido fundada a 360  milhões de anos (antes da existência dos dinossauros, portanto).[14] Tais boatos levaram o Iphan a se preocupar com eventual destruição do patrimônio arqueológico relacionado ao Real Forte Príncipe da Beira, o que seria crime contra o patrimônio nacional, por aventureiros que quisessem encontrar os tais túneis, cuja existência é improvável [15]. Lamentavelmente, o ex-secretário especial da cultura, Mario Frias, foi um dos responsáveis por divulgar tais informações como se fossem verdade, tendo se tornado motivo de ridicularizarão. [16]
- A cor avermelhada da fortificação deve-se ao emprego, na sua construção, de pedra canga laterítica, abundante na região.[17]
- A pedra calcária, utilizada nos arremates por exemplo, foi transportada de Vila Maria e de Belém do Pará.[17]
- A cifra de trabalhadores artífices foram mais de duzentos homens, estima-se que pelo menos mil outros trabalhadores estiveram envolvidos na sua edificação, entre indígenas e escravos africanos.[17]
- Os recursos para a edificação vieram, em grande parte, das receitas geradas pela Companhia Geral de Comércio do Grão-Pará e Maranhão.[17]
- Foram usados 11 milheiros de telhas para as residências internas;[17]
- a abertura do fosso externo da parte do Rio Guaporé é de 11 braças de comprimentos com 4,5 de largura;[17]
- O fosso da porta é de 7,5 de braças e na mesma largura abertura do fosso na lateral é de 5 braças;[17]
- Os cascos das canoas utilizadas no transporte de pedras para a fortaleza eram de Angelim;[17]
- A sapata da Fortaleza mede 8 palmos de profundidade;[17]
- A altura do Real Forte é de 13,5 palmos (interior);[17]
- O caboqueiro era o especialista na extração e lapidação das pedras;[17]
- O Real forte teve seus alicerce baseado no mesmo nível da Ultima enchente (1771) quando derrubou o Nossa senhora da Conceição;[17]
- A planta do Forte de Nossa Senhora da Conceição foi desenhada pelo Sargento-Mor de Infantaria com exercício de engenharia José Mathias de Oliveira Rego;[17]
- Das inscrições nas paredes das antigas masmorras, podem-se inferir alguns detalhes da vida cotidiana na fortificação:[17]
  - No dia 18 de setembro de 1852, pelas duas horas da tarde, a terra tremeu;[17]
  - Alguns prisioneiros usavam grossa e comprida corrente ao pescoço;[17]
  - Os presos eventualmente recebiam auxílio, na forma de esmolas, da população local.[17]